# Knud Rasmussen

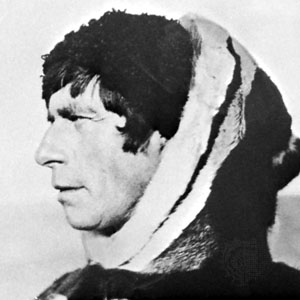
Knud Rasmussen

Knud Rasmussen (Jakobshavn, 7 juni 1879 – Kopenhagen, 21 december 1933) was de half Groenlandse, half Deense leider van de vijfde Thule-expeditie. In 1921-1924 reisde hij als eerste op hondensleden van Groenland via de Noord-Canadese kustlijn naar Barrow, Alaska. Hij had het voordeel om in Groenland te zijn opgegroeid, kende de Inuit-gebruiken en sprak Groenlands. Op zijn reizen in de Arctis onderzocht hij niet alleen de zichtbare wereld van sneeuw en ijs maar ook die van ziel en geest.

## Biografie

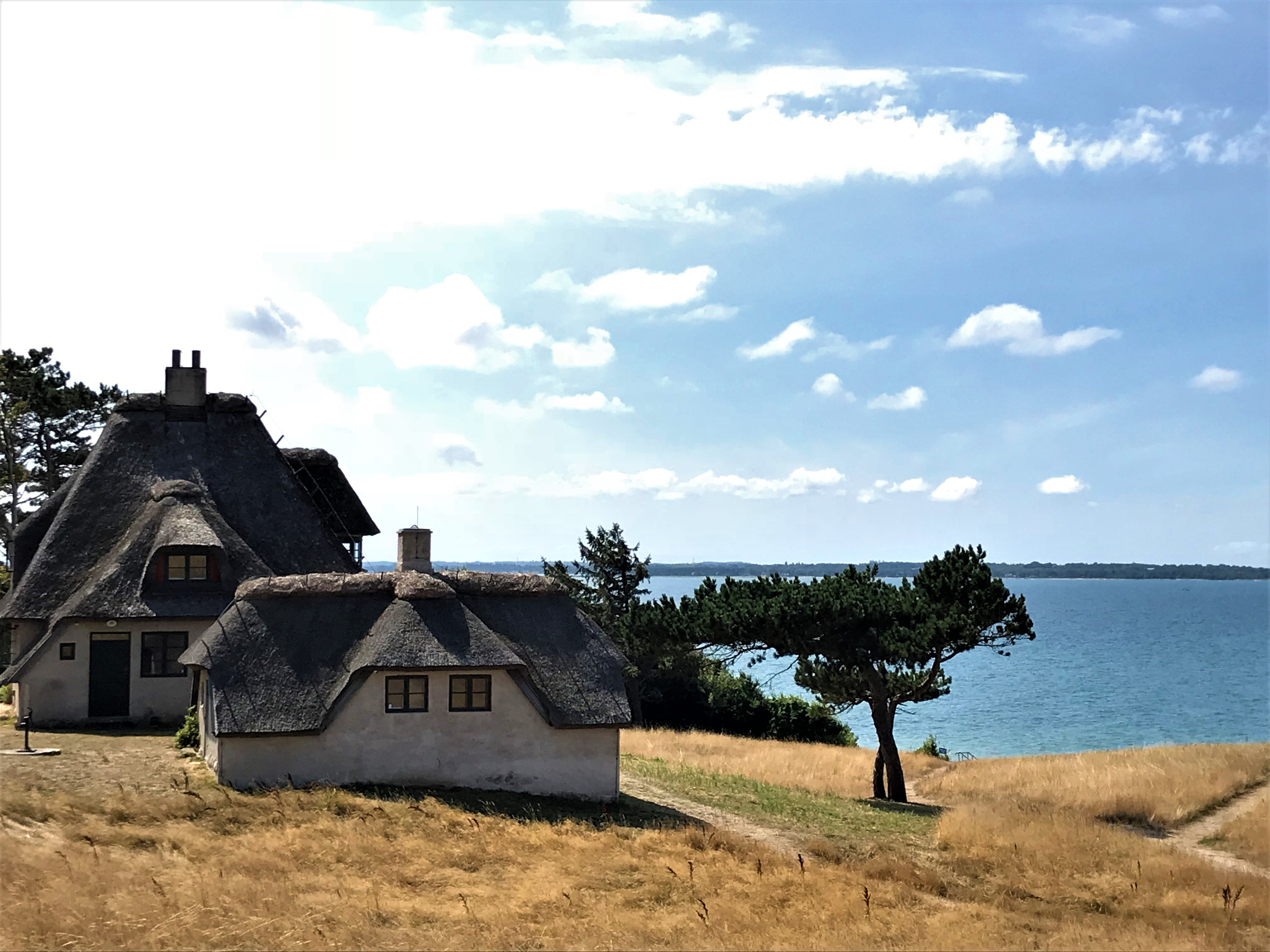
Zicht op het huis van Rasmussen in Hundested.

Rasmussen werd geboren in Jakobshavn (nu: Ilulissat). Zijn vader Christiaan was daar twintig jaar dominee. Zijn moeder heette Sofie Lovise Susanne Fleischer. De oma was een Inuit en heette Itaraluk. De Groenlanders noemden Knud Kunuunnguaq. Op z'n 12de vertrok hij naar Denemarken om er een kostschool te bezoeken. Zijn ouders kwamen vijf jaar later over. Knud ging naar de Universiteit van Kopenhagen en studeerde in 1900 af. Hij werd journalist bij het Christelijk Dagblad en ging mee op een IJsland-expeditie, waar hij Mylius-Erichsen ontmoette, die Rasmussens interesse voor Groenland deelde.
Samen gingen ze van 1902 tot 1904 op een literaire expeditie naar Groenland, waar Knud onder andere oude sagen vertaalde. Van 1912 tot 1933 organiseerde hij zijn eigen zeven Thule-expedities. Op de laatste in 1933 kreeg hij een maaginfectie, waaraan hij later in Denemarken overleed. Zijn woonhuis is te bezoeken als museum bij Hundested op Noord-Seeland met uitzicht op de Oostzee.

## Verfilming
Zacharias Kunuk en Norman Cohn, de makers van de prijzenwinnende film Atanarjuat - the fast runner, hebben de film "The Journals of Knud Rasmussen" gemaakt. Deze film heeft een tournee langs de Inuit-gemeenschappen in Noord-Canada, Groenland en Alaska gemaakt. In september 2006, na de verwerking van de opmerkingen van de Inuit, ging de film tijdens het Toronto Film Festival in première.
In de film wordt, vanuit het perspectief van de Inuit, de unieke ontmoeting in 1921 tussen poolreiziger Knud Rasmussen en een aantal Inuit en hun angakoq (sjamaan) weergegeven. Rasmussen krijgt toestemming om aan de angakoq vragen te stellen, die daarop uitvoerig antwoordt en vertelt. Verder reizend, ontmoet Rasmussen een angakoq die zich tot het Christendom heeft bekeerd. De film is niet zozeer een reisverslag als wel een eigen vertelling van één (van vele) Inuit-legendes met een boodschap. De film is in het Inuktitut, de taal van de Inuit met Engelse ondertiteling.